# Gramm-Bernstein Motor Truck Corporation

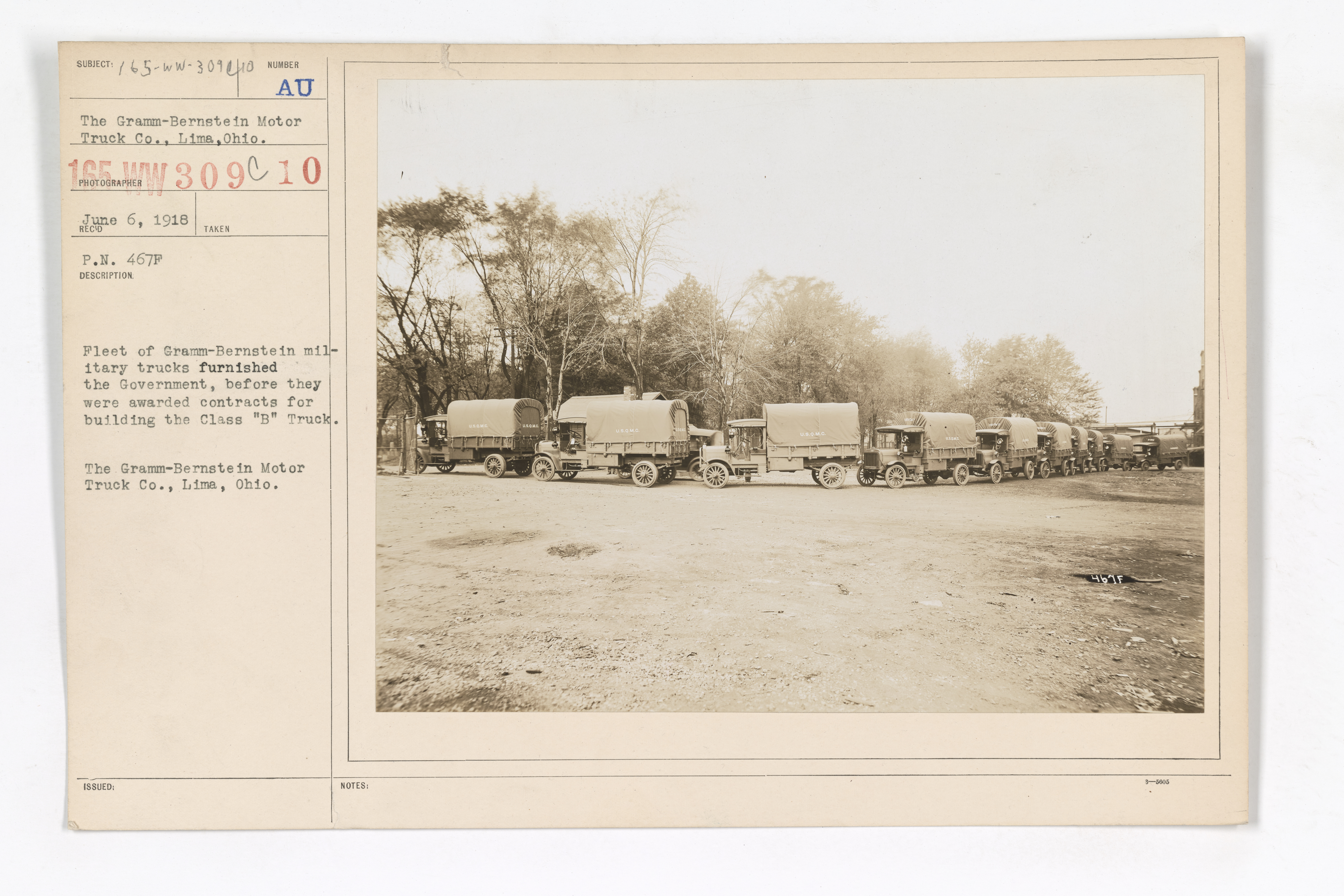
Mehrere Lkw von Gramm-Bernstein

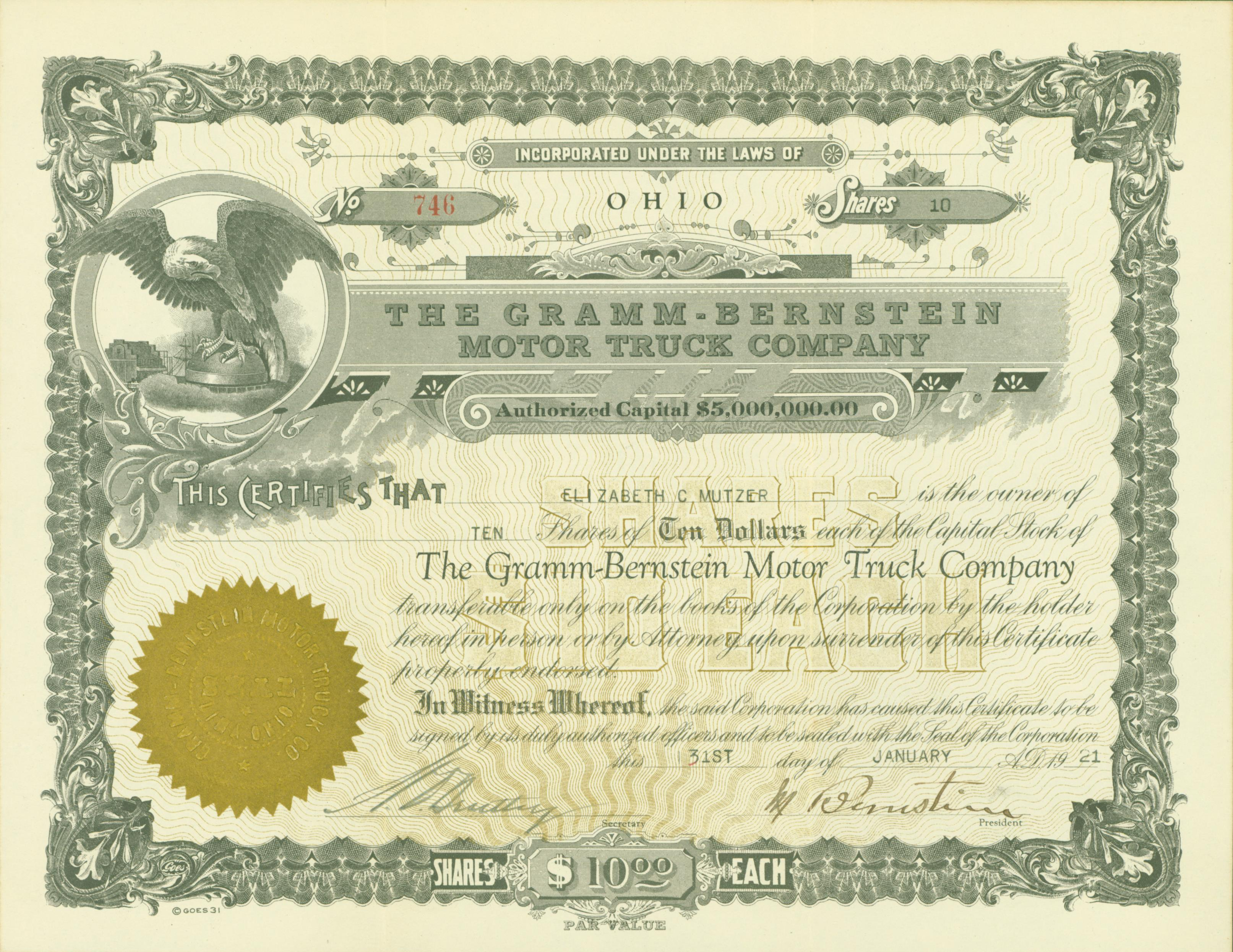
Aktie der Gramm-Bernstein Motor Truck Company vom 31. Januar 1921

Gramm-Bernstein Motor Truck Corporation, vorher Gramm-Bernstein Company und Gramm-Bernstein Motor Truck Company, war ein Hersteller von Nutzfahrzeugen aus den USA.

## Unternehmensgeschichte
Benjamin Gramm war bereits an der Gramm-Logan Motor Car Company und der Gramm Motor Truck Company beteiligt gewesen. 1912 gründete er zusammen mit Max Bernstein das neue Unternehmen in Lima in Ohio. Sie begannen mit der Produktion von Lastkraftwagen. Der Markenname lautete Gramm-Bernstein.
1925 verließ Gramm das Unternehmen, um Gramm & Kincaid Motors zu gründen. Das ursprüngliche Unternehmen existierte noch bis 1930.

## Fahrzeuge
Die beiden ersten Modelle boten 2 bzw. 3,5 Tonnen Nutzlast. 1915 kam ein Sechstonner dazu. Während des Ersten Weltkriegs entstanden über 1000 Liberty Trucks.
Das zivile Programm von 1917 umfasste sieben Modelle zwischen 1,5 und 6 Tonnen. Die Motoren kamen oftmals von der Continental Motors Company. Für die 1920er Jahre sind auch Motoren von Lycoming und Hinckley überliefert. 1926 kamen Sechszylindermotoren dazu.